# Château de la Chauvelière
Le château de la Chauvelière est un château de la commune de Joué-sur-Erdre en Loire-Atlantique.

## Histoire
Les principaux propriétaires du château ont été les familles : de La Rivière ; Crapado, amis des barons de Châteaubriant ; Angier de Lohéac alliés aux ducs de Retz ; Goyon-Matignon de Marcé, marquis de La Chauvelière et du Ponthus, cousins des Fourché de Quéhillac ; Perrin de La Courbejolière de Monaco ; Richard de La Rivière d'Abbaretz ; de Charette. Dans le château et au Ponthus sont conservés plusieurs portraits dont ceux de dame Crapado, un de Goyon maréchal de camp, une de Saint-Julien (épouse de Goyon).
Le château était le siège d'une haute juridiction dont les fonctionnaires seigneuriaux furent les Mazureau de L'Auvinière, les Leconte alliés aux Sagory, les Lhotellier, Roussel, et Guibourd.

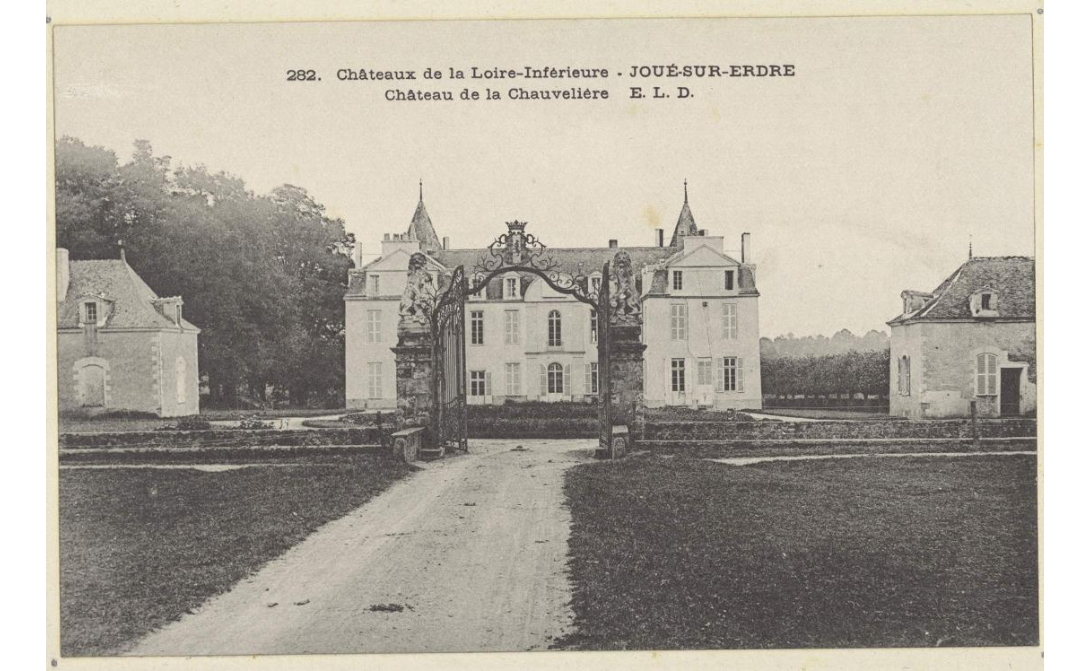
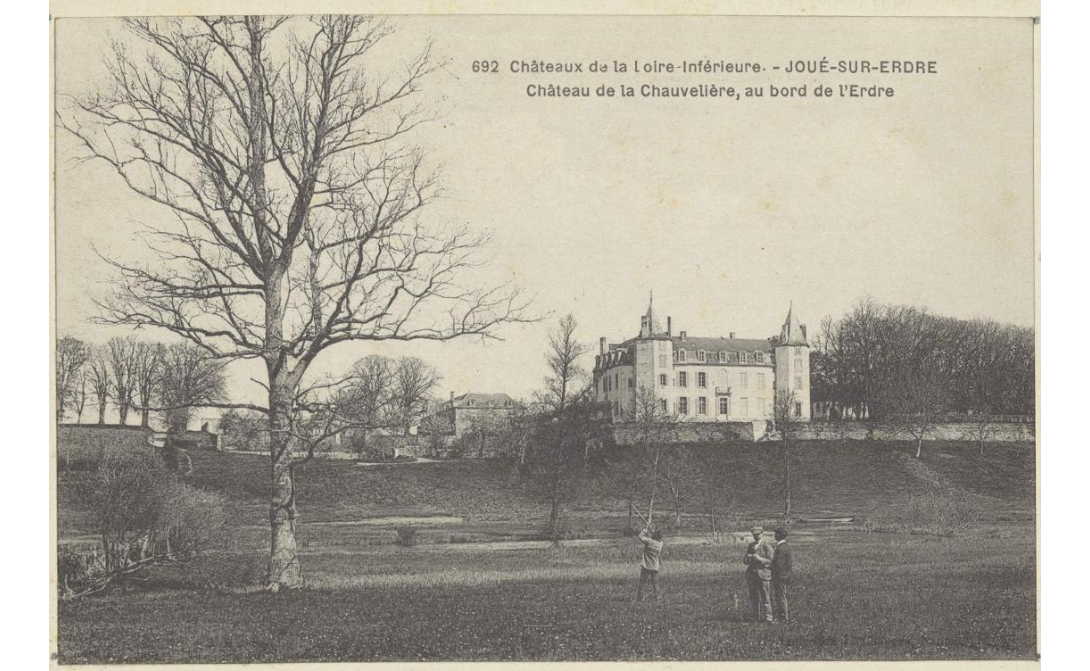
Le château de la Chauvelière, côté Erdre.
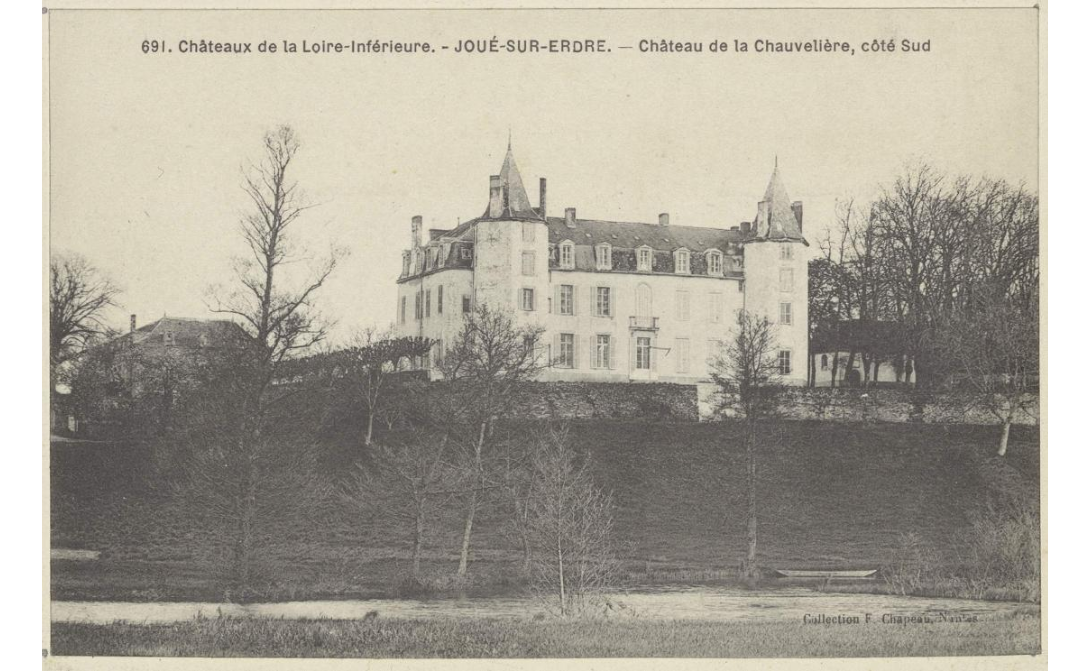

## Sources

## Compléments